# Daniel Johnston
Daniel Johnston (22. ledna 1961 – 11. září 2019) byl americký zpěvák, klavírista a kytarista.
Narodil se v Sacramentu v Kalifornii, ale vyrůstal v Západní Virginii jako nejmladší z pěti dětí Williama a Mabel Johnstonových. Koncem sedmdesátých let začal nahrávat vlastní písně na magnetofonu značky Sanyo. V roce 1981 začal mezi kamarády šířit své první album Songs of Pain, které nahrál sám v domě svých rodičů. Později nahrál řadu dalších alb, nejčastěji sám, ale například desku 1990 nahrál ve spolupráci s newyorským hudebníkem Kramerem. Dále nahrál alba ve spolupráci s Markem Linkousem a Jadem Fairem. Jeho písně nahráli například Tom Waits, Yo La Tengo a Lana Del Rey. Bezmála čtyři desítky coververzí jeho písní vyšly roku 2004 na desce The Late Great Daniel Johnston: Discovered Covered. Zemřel v roce 2019 ve věku 58 let. Před svou smrtí byl hospitalizován s poruchou ledvin.